# ゆ
ゆ або ユ (/yu/; МФА: [ju] • [jɯ]; укр. ю) — склад в японській мові, один зі знаків японської силабічної абетки кана. Становить 1 мору. Розміщується у комірці 3-го рядка 8-го стовпчика таблиці ґодзюон.

## Короткі відомості

### Опис
Фонема сучасної японської мови. Складається з одного приголосного звука та одного неогубленого голосного заднього ряду високого піднесення /u/ (う).
| Піднебінний сонорний щілинний: |  | /j/ → | ゆ | [jɯ] |  |

### Порядок
Місце у системах порядку запису кани:
- Порядок ґодзюону: 37. Якщо враховувати знаки рядків い і え стовпчика や, то 38.
- Порядок іроха: 39. Між き і め.

### Абетки
- Хіраґана: ゆ

Походить від скорописного написання ієрогліфа 由 (ю, причина).
- Катакана: ユ

Походить від скорописного написання верхньої частини ієрогліфа 弓 (юмі, лук).
- Манйоґана: 由 • 喩 • 遊 • 湯

### Транслітерації
- Кирилиця:
Система Поліванова: Ю (ю).
Альтернативні системи: Ю (ю).
- Латинка
Система Хепберна: YU (yu).
Японська система: YU (yu).
JIS X 4063: yu
Айнська система: YU (yu).

### Інші системи передачі
- Шрифт Брайля:
| －● －－ ●● |
- Радіоабетка: Юмія но Ю (弓矢のユ; «ю» лука зі стрілами)
- Абетка Морзе: －・・－－